# Lysandra divisa
Lysandra divisa är en fjärilsart som beskrevs av Tutt 1910. Lysandra divisa ingår i släktet Lysandra och familjen juvelvingar. Inga underarter finns listade i Catalogue of Life.